# Тиерра-Верде (Флорида)
Тиерра-Верде (англ. Tierra Verde) — статистически обособленная местность, расположенная в округе Пинеллас (штат Флорида, США) с населением в 3574 человека по статистическим данным переписи 2000 года.

## География
По данным Бюро переписи населения США статистически обособленная местность Тиерра-Верде имеет общую площадь в 11,91 квадратных километров, из которых 3,88 кв. километров занимает земля и 8,03 кв. километров — вода. Площадь водных ресурсов округа составляет 67,42 % от всей его площади.
Статистически обособленная местность Тиерра-Верде расположена на высоте 1 м над уровнем моря.

## Демография
По данным переписи населения 2000 года в Тиерра-Верде проживало 3574 человека, 1132 семьи, насчитывалось 1661 домашнее хозяйство и 1975 жилых домов. Средняя плотность населения составляла около 300,08 человека на один квадратный километр. Расовый состав населённого пункта распределился следующим образом: 95,89 % белых, 1,79 % — чёрных или афроамериканцев, 0,20 % — коренных американцев, 0,98 % — азиатов, 0,14 % — выходцев с тихоокеанских островов, 0,53 % — представителей смешанных рас, 0,48 % — других народностей. Испаноговорящие составили 3,41 % от всех жителей статистически обособленной местности.
Из 1661 домашних хозяйств в 17,0 % воспитывали детей в возрасте до 18 лет, 62,7 % представляли собой совместно проживающие супружеские пары, в 3,3 % семей женщины проживали без мужей, 31,8 % не имели семей. 23,0 % от общего числа семей на момент переписи жили самостоятельно, при этом 4,8 % составили одинокие пожилые люди в возрасте 65 лет и старше. Средний размер домашнего хозяйства составил 2,15 человек, а средний размер семьи — 2,53 человек.
Население статистически обособленной местности по возрастному диапазону по данным переписи 2000 года распределилось следующим образом: 13,8 % — жители младше 18 лет, 3,7 % — между 18 и 24 годами, 26,4 % — от 25 до 44 лет, 41,8 % — от 45 до 64 лет и 14,4 % — в возрасте 65 лет и старше. Средний возраст жителей составил 48 лет. На каждые 100 женщин в Тиерра-Верде приходилось 101,8 мужчин, при этом на каждые сто женщин 18 лет и старше приходилось 103,2 мужчин также старше 18 лет.
Средний доход на одно домашнее хозяйство статистически обособленной местности составил 86 617 долларов США, а средний доход на одну семью — 96 155 долларов. При этом мужчины имели средний доход в 63 750 долларов США в год против 41 250 долларов среднегодового дохода у женщин. Доход на душу населения статистически обособленной местности составил 86 617 долларов в год. 1,9 % от всего числа семей в населённом пункте и 3,9 % от всей численности населения находилось на момент переписи населения за чертой бедности, при этом 2,6 % из них были моложе 18 лет и — в возрасте 65 лет и старше.